# 7 de novembro
7 de novembro é o 311.º dia do ano no calendário gregoriano (312.º em anos bissextos). Faltam 54 dias para acabar o ano.

## Eventos históricos

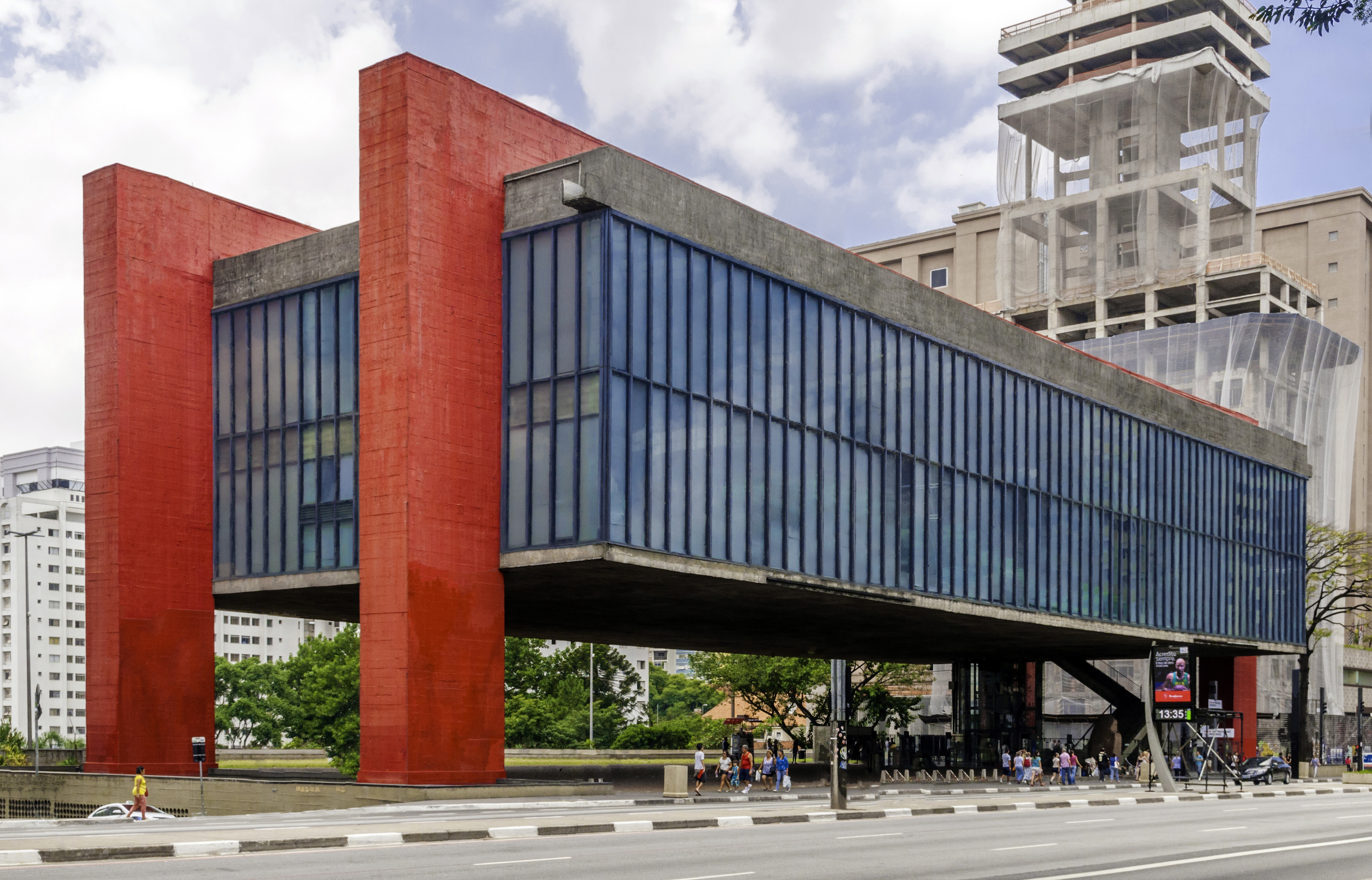
1968: Inauguração da nova sede do Museu de Arte de São Paulo

- 0335 — Atanásio de Alexandria é banido para Tréveris, sob a acusação de ter impedido uma frota de grãos de navegar para Constantinopla.
- 0680 — Início do Sexto Concílio Ecumênico em Constantinopla.
- 0921 — Tratado de Bonn: Os reis francos Carlos, o Simples e Henrique I da Alemanha, assinam um tratado de paz ou "pacto de amizade" (amicitia) para reconhecer suas fronteiras ao longo do Reno.
- 1492 — O meteorito de Ensisheim, o meteorito mais antigo com uma data de impacto conhecida, atinge a Terra em um campo de trigo fora da vila de Ensisheim, Alsácia, França.
- 1504 — Cristóvão Colombo retorna de sua quarta e última viagem.
- 1619 — Elizabeth Stuart é coroada rainha da Boêmia.
- 1665 — O London Gazette, o mais antigo jornal do Reino Unido ainda em circulação, é publicado pela primeira vez.
- 1723 — O Ewigkeit, du Donnerwort, BWV 60, uma cantata de diálogo de Johann Sebastian Bach para Leipzig, é apresentada pela primeira vez.[1]
- 1802 — Primeiros ocidentais pisam no Atol Palmyra, nas Espórades Equatoriais.
- 1811 — Guerra de Tecumseh: a Batalha de Tippecanoe é travada perto da atual Battle Ground, Indiana, Estados Unidos.
- 1825 — O jornal Diário de Pernambuco o mais antigo periódico em circulação da América Latina é fundado.
- 1837 — Eclode a revolta da Sabinada na Bahia, Brasil.
- 1848 — Início da Revolução Praieira em Pernambuco, Brasil.
- 1874 — Primeira publicação em jornal do símbolo do Partido Republicano norte-americano: o elefante.
- 1881 — Revolta mapuche de 1881: rebeldes mapuches destroem o assentamento chileno de Nueva Imperial depois que os defensores fugiram para as colinas.
- 1890 — O Tribunal de Contas da União do Brasil é criado, projeto de lei de autoria de Manuel Alves Branco, seguindo os modelos francês e belga.
- 1900 — Segunda Guerra dos Bôeres: A Batalha de Leliefontein acontece.
- 1910 — Primeiro voo comercial dos Irmãos Wright (veja também História da aviação).
- 1916 — Woodrow Wilson é reeleito como presidente dos Estados Unidos.
- 1917
  - Primeira Guerra Mundial: término da Terceira batalha de Gaza: forças britânicas capturam Gaza do Império Otomano.
  - Ocorre a Revolução de Outubro, que recebe o nome da data do calendário juliano de 25 de outubro, segundo o calendário gregoriano; os bolcheviques invadem o Palácio de Inverno.
- 1918
  - A Gripe espanhola de 1918 se espalha para Samoa Ocidental, matando 7 542 pessoas (cerca de 20% da população) até o final do ano.
  - Kurt Eisner derruba a dinastia Wittelsbach no Reino da Baviera.
- 1919 — O primeiro Ataques de Palmer é realizado no segundo aniversário da Revolução Russa. Mais de 10 000 supostos comunistas e anarquistas são presos em 23 cidades dos EUA.
- 1920 — O Patriarca Tikhon I de Moscou emite um decreto que leva à formação da Igreja Ortodoxa Russa no Exterior.
- 1929 — Na cidade de Nova Iorque, o Museu de Arte Moderna é aberto ao público.
- 1931 — A República Soviética da China é proclamada no aniversário da Revolução de Outubro.
- 1936 — Guerra Civil Espanhola: O Conselho de Defesa de Madri é formado para coordenar a Defesa de Madri contra as forças nacionalistas.[2]
- 1940 — Em Tacoma, Washington, a Ponte de Tacoma Narrows original desaba em um vendaval, apenas quatro meses após sua inauguração.
- 1941 — Segunda Guerra Mundial: O navio-hospital soviético Armênia é afundado por aviões alemães enquanto evacuava refugiados e militares feridos e funcionários de vários hospitais da Crimeia. Estima-se que mais de 5 000 pessoas morreram no naufrágio.
- 1944 — Franklin D. Roosevelt é eleito para um quarto mandato recorde como Presidente dos Estados Unidos.
- 1945 — A União Sul-Africana (atual República da África do Sul) e os Estados Unidos Mexicanos são admitidos como Estados-membros das Nações Unidas.
- 1949 — O primeiro petróleo é recolhido em Oil Rocks (Neft Daşları), a mais antiga plataforma petrolífera em alto mar a operar no mundo.
- 1956
  - Crise de Suez: a Assembleia Geral das Nações Unidas adota uma resolução pedindo que o Reino Unido, a França e Israel retirem imediatamente suas tropas do Egito.
  - Revolução Húngara: János Kádár retorna a Budapeste em um comboio blindado soviético, assumindo oficialmente o cargo de próximo líder húngaro. A essa altura, a maior parte da resistência armada foi derrotada.
- 1968 — Inaugurada a nova sede do Museu de Arte de São Paulo (MASP) na Avenida Paulista.
- 1973 — O Congresso dos Estados Unidos derruba o veto do presidente Richard Nixon à Resolução dos Poderes de Guerra, que limita o poder presidencial de travar a guerra sem a aprovação do Congresso.
- 1975 — Em Bangladesh, uma força conjunta de civis e soldados participa de uma revolta liderada pelo coronel Abu Taher que destitui e mata o brigadeiro Khaled Mosharraf, libertando o então chefe do exército em prisão domiciliar e futuro presidente, o major-general Ziaur Rahman.
- 1979 — A Censura da Ditadura Militar brasileira começa a apreender discos e impedir a veiculação da música "Pra não Dizer que não Falei das Flores", de Geraldo Vandré.
- 1983 — Guerra Fria: O exercício militar Able Archer 83 começa eventualmente levando a União Soviética a colocar unidades aéreas na Alemanha Oriental e na Polônia em alerta, por medo de que a OTAN estivesse se preparando para a guerra.
- 1987 — Na Tunísia, o presidente Habib Bourguiba é derrubado e substituído pelo primeiro-ministro Zine El Abidine Ben Ali.
- 1989 — O primeiro-ministro da Alemanha Oriental, Willi Stoph, junto com todo o seu gabinete, é forçado a renunciar após enormes protestos antigovernamentais.
- 1990 — Mary Robinson torna-se a primeira mulher a ser eleita Presidente da República da Irlanda.
- 1996 — Lançada a sonda Mars Global Surveyor em direção a Marte.
- 2000 — A controversa eleição presidencial dos EUA é posteriormente resolvida no caso Bush v. Gore da Suprema Corte, elegendo George W. Bush como o 43º presidente dos Estados Unidos.
- 2004 — Guerra do Iraque: O governo interino do Iraque pede um estado de emergência de 60 dias enquanto as forças dos EUA invadem o reduto insurgente de Fallujah.
- 2007 — Tiroteio na Escola Secundária de Jokela em Tuusula, Finlândia, resultando na morte de nove pessoas.
- 2012 — Um sismo na costa do Pacífico da Guatemala mata pelo menos 52 pessoas.
- 2020 — Joe Biden é eleito o 46º presidente dos Estados Unidos.
- 2021 — Daniel Ortega é reeleito presidente da Nicarágua, após vencer uma eleição presidencial questionada por observadores internacionais.[3]
- 2023 — António Costa demite-se do cargo de Primeiro-Ministro de Portugal, após 8 anos de funções.

## Nascimentos

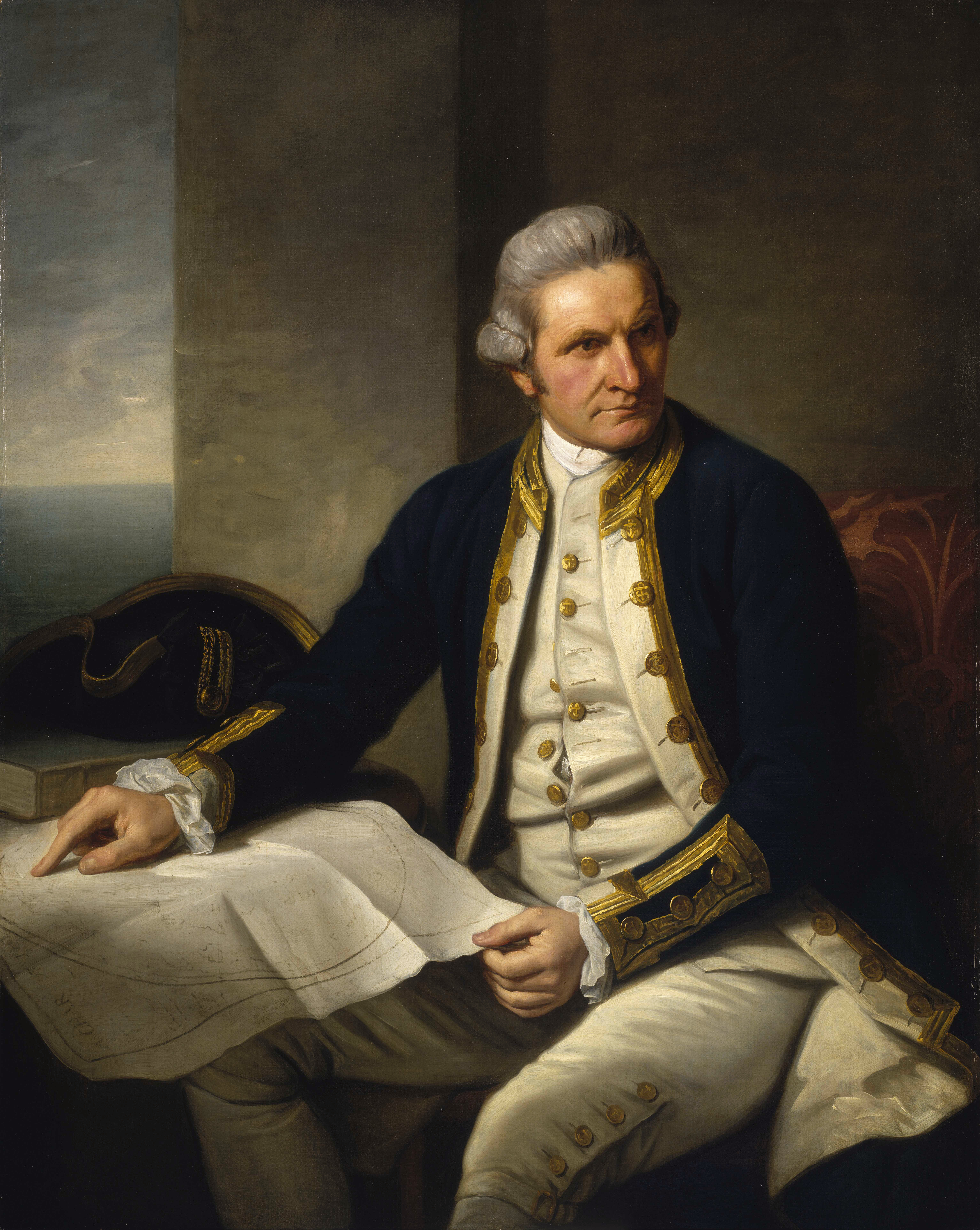
James Cook

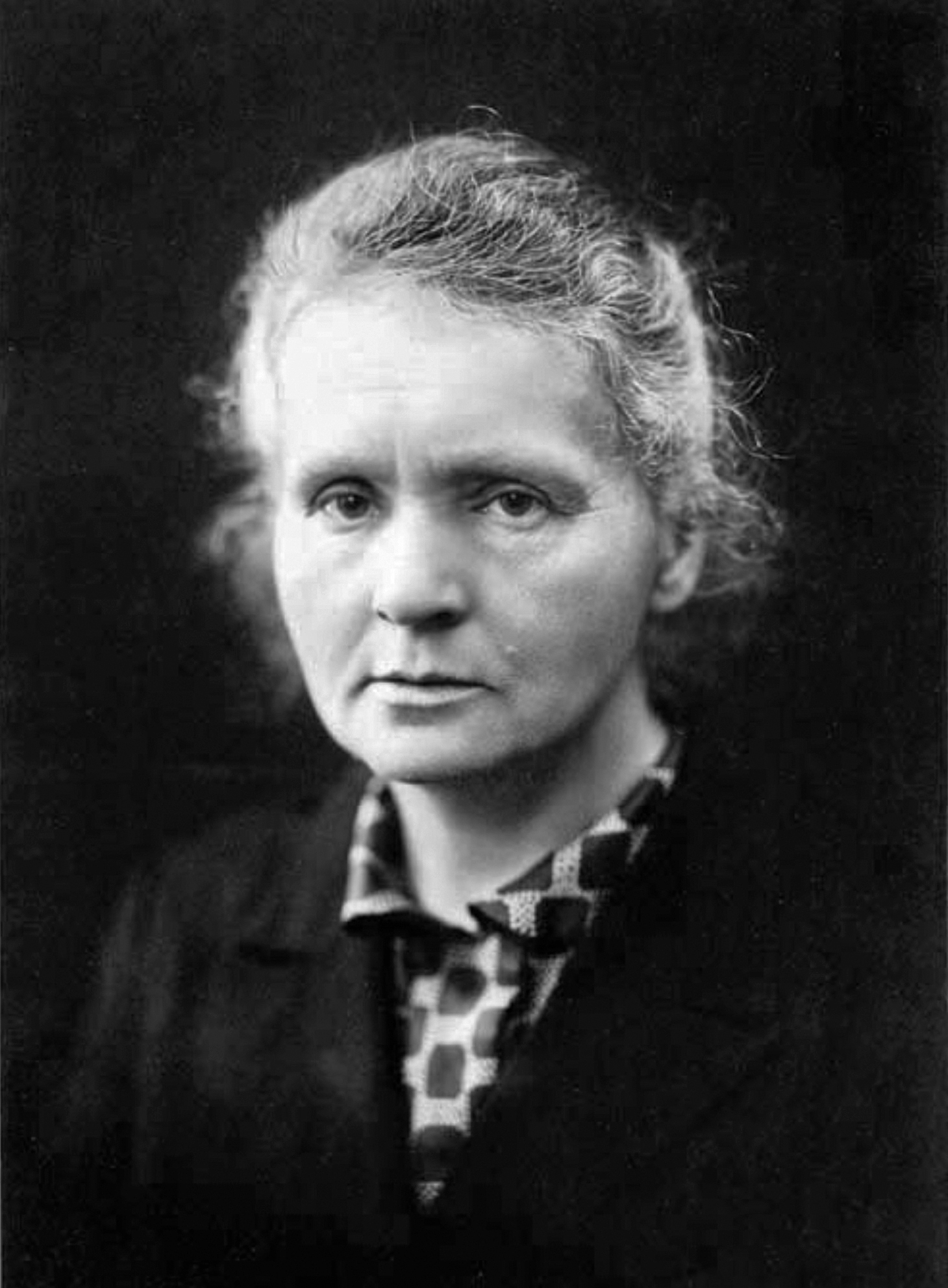
Marie Curie

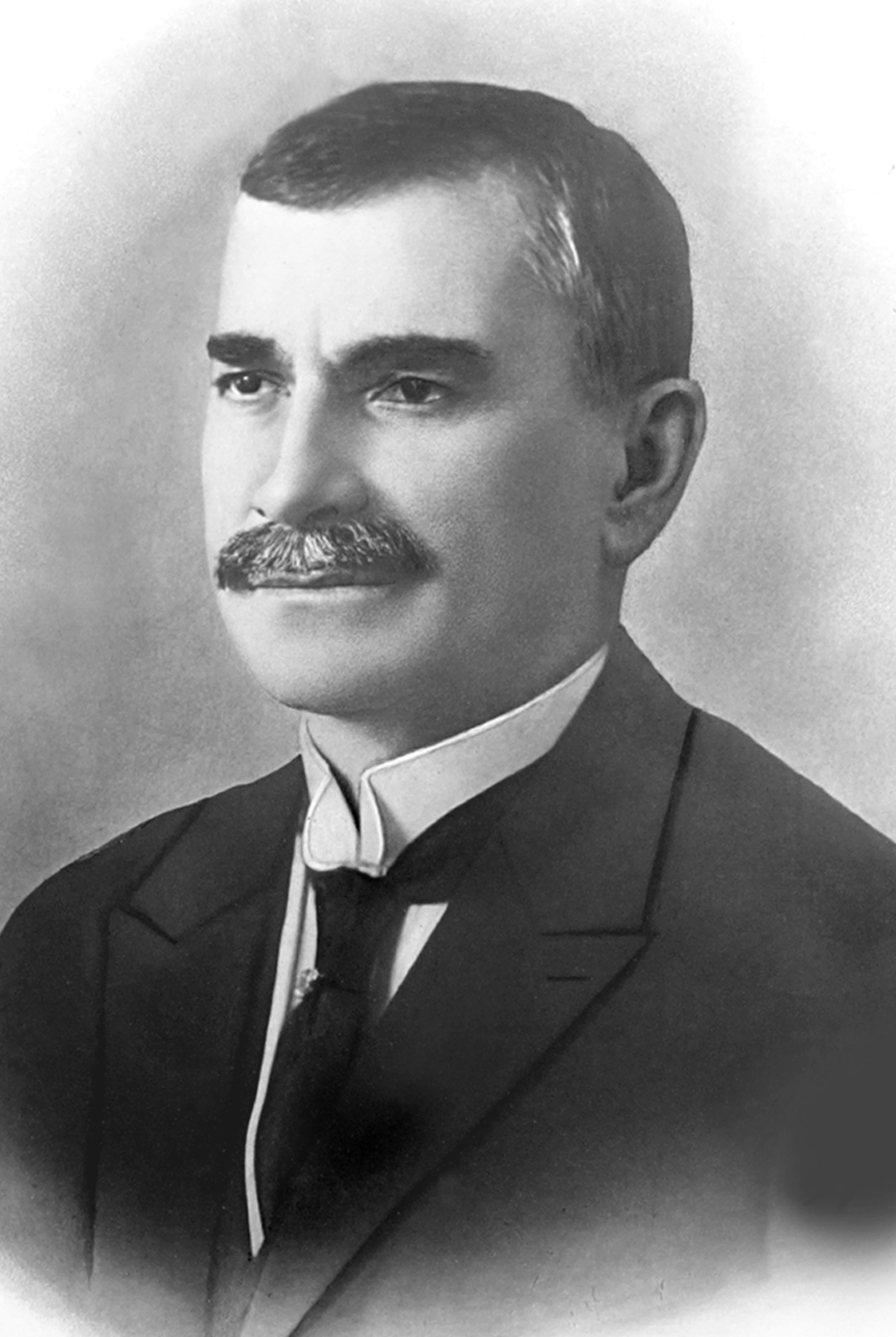
Delfim Moreira

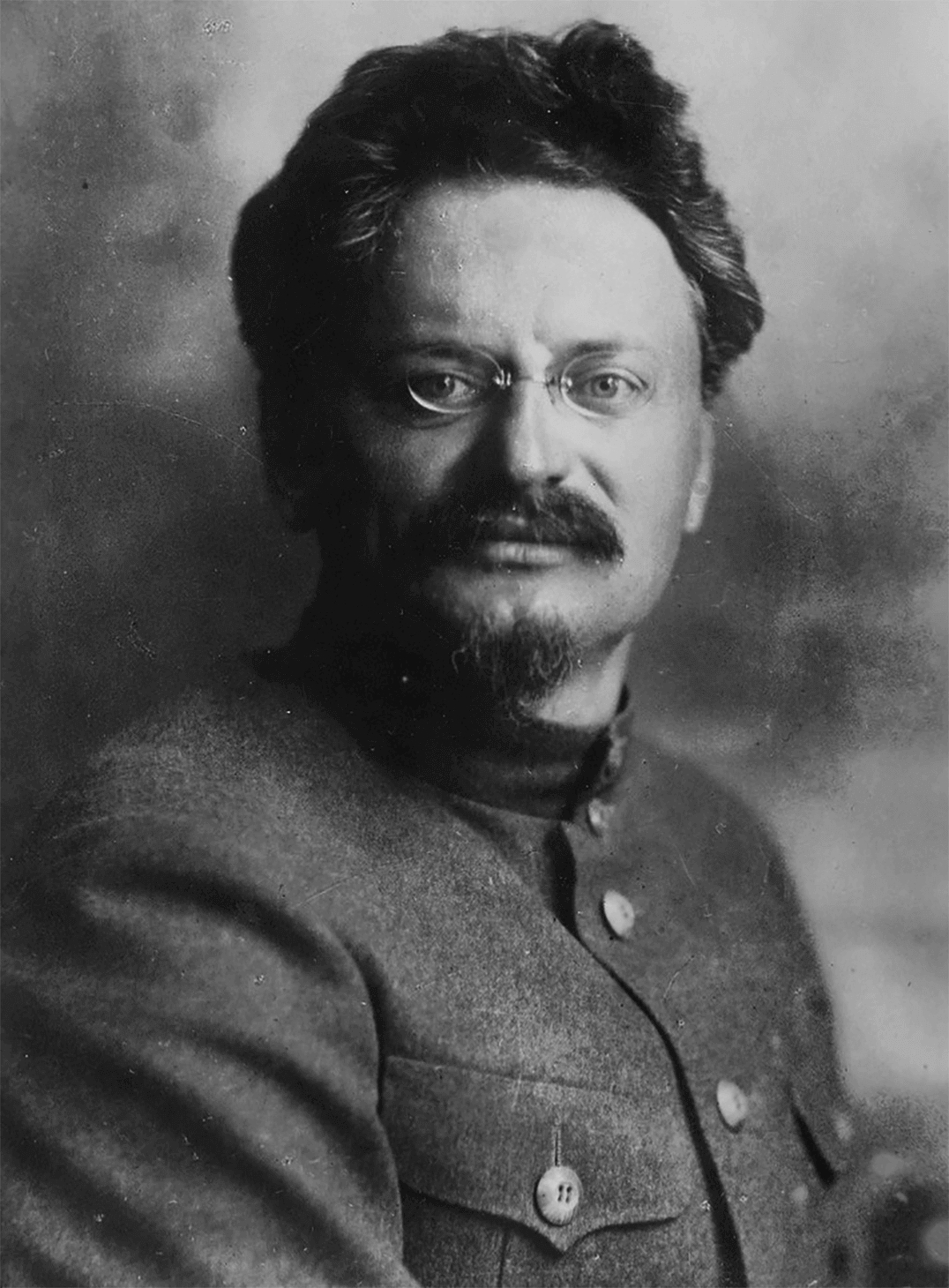
Leon Trótski

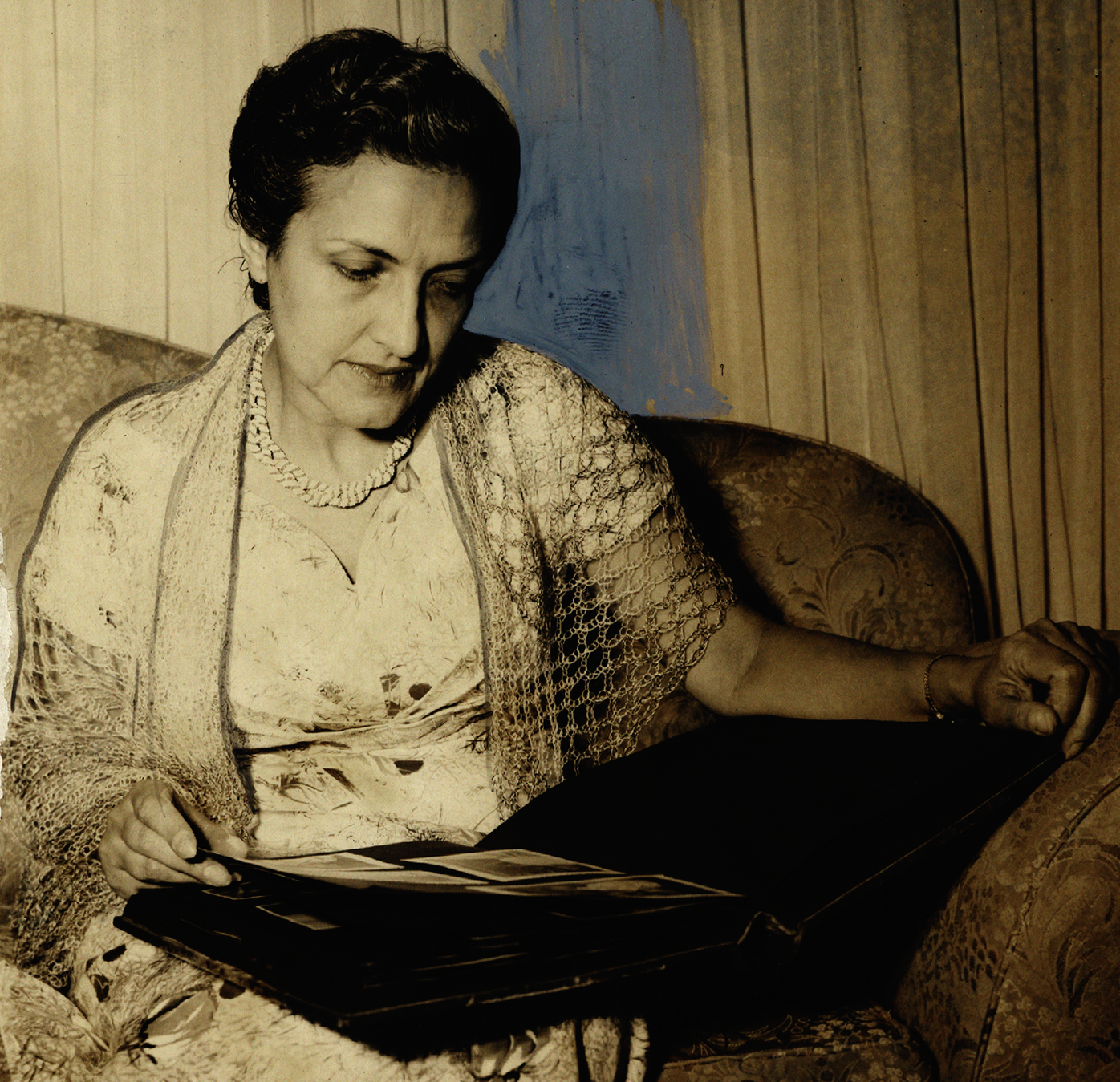
Cecília Meireles

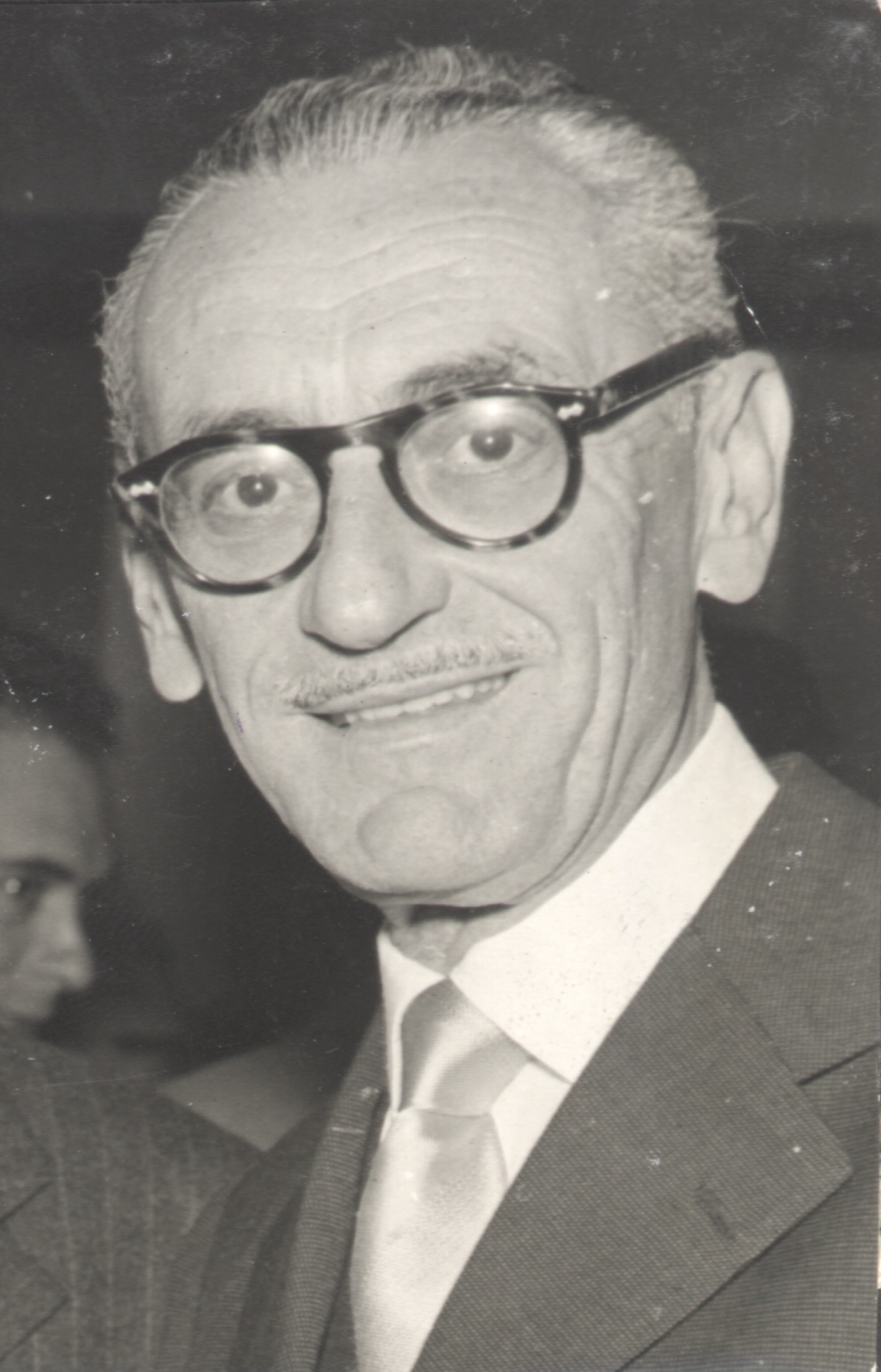
Ary Barroso

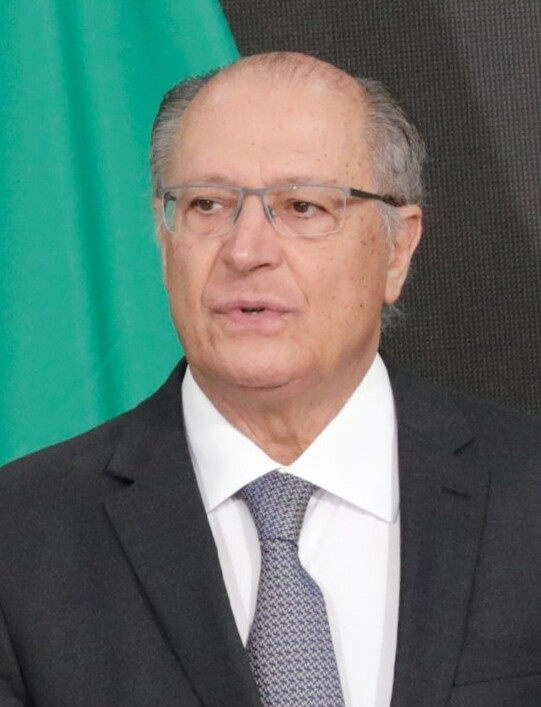
Geraldo Alckmin

### Anteriores ao século XIX
- 0630 — Constante II, imperador bizantino (m. 668).
- 0994 — Abzeme, filósofo, teólogo e poeta árabe (m. 1064).
- 1186 — Ogedai Khan, cã do Império Mongol (m. 1241).
- 1456 — Margarida da Baviera-Landshut, nobre alemã (m. 1501).
- 1598 — Francisco de Zurbarán, pintor espanhol (m. 1664).
- 1728 — James Cook, oficial naval, explorador e cartógrafo britânico (m. 1779).
- 1785 — Friedrich Kalkbrenner, pianista e compositor alemão (m. 1849).
- 1787 — Vuk Stefanović Karadžić, linguista, filólogo e historiador sérvio (m. 1864).

### Século XIX
- 1812 — Ferdinand Wolff, jornalista e revolucionário alemão (m. 1895).
- 1818 — Emil du Bois-Reymond, fisiologista e físico alemão (m. 1896).
- 1837 — Bartolomeu Taddei, padre jesuíta ítalo-brasileiro (m. 1913).
- 1838 — Auguste Villiers de L'Isle-Adam, escritor e dramaturgo francês (m. 1889).
- 1846 — Ignaz Brüll, pianista e compositor austríaco (m. 1907).
- 1849 — Ernesto Hintze Ribeiro, político português (m. 1907).
- 1860 — Paul Peel, pintor canadense (m. 1892).
- 1867 — Marie Curie, química e física francesa (m. 1934).
- 1868 — Delfim Moreira, advogado e político brasileiro, 10.° presidente do Brasil (m. 1920).
- 1879
  - Leon Trotski, revolucionário russo (m. 1940).
  - King Baggot, ator, cineasta e roteirista norte-americano (m. 1948).
- 1886 — Aaron Nimzowitsch, enxadrista russo-dinamarquês (m. 1935).
- 1888 — Chandrasekhara Venkata Raman, físico indiano (m. 1970).
- 1893 — Leatrice Joy, atriz norte-americana (m. 1985).
- 1898 — Raphaël Salem, matemático franco-grego (m. 1963).

### Século XX

#### 1901–1950
- 1901 — Cecília Meireles, escritora brasileira (m. 1964).
- 1903
  - Ary Barroso, compositor e radialista brasileiro (m. 1964).
  - Grace Stafford, atriz e dubladora norte-americana (m. 1992).
  - Dean Jagger, ator norte-americano (m. 1991).
- 1905
  - Aurélio de Lira Tavares, militar e político brasileiro (m. 1998).
  - William Alwyn, compositor britânico (m. 1985).
- 1909 — Norman Krasna, roteirista, dramaturgo, produtor e cineasta norte-americano (m. 1984).
- 1910 — Edmund Leach, antropólogo britânico (m. 1989).
- 1911 — Mikhail Yangel, engenheiro russo (m. 1971).
- 1912 — Ernst Lehner, futebolista alemão (m. 1986).
- 1913 — Albert Camus, escritor e filósofo francês (m. 1960).
- 1914 — R. A. Lafferty, escritor norte-americano (m. 2002).
- 1915 — Philip Morrison, físico norte-americano (m. 2005).
- 1917 — Helen Suzman, ativista e política sul-africana (m. 2009).
- 1918
  - Belchior Joaquim da Silva Neto, bispo brasileiro (m. 2000).
  - Maria Teresa de Noronha, fadista portuguesa (m. 1993).
  - Billy Graham, pregador batista e escritor norte-americano (m. 2018).
- 1920 — Ignacio Eizaguirre, futebolista e treinador de futebol espanhol (m. 2013).
- 1921 — Driss Debbagh, diplomata marroquino (m. 1986).
- 1922 — Al Hirt, líder de orquestra e trompetista norte-americano (m. 1999).
- 1924 — Kim Ji-sung, futebolista sul-coreano (m. 1977).
- 1926 — Joan Sutherland, cantora lírica australiana (m. 2010).
- 1927
  - Hiroshi Yamauchi, empresário japonês (m. 2013).
  - Mario Ochoa, ex-futebolista mexicano.
- 1929
  - Eric Kandel, neurocientista austríaco.
  - Lila Kaye, atriz inglesa (m. 2012).
  - Jesús de Polanco, jornalista e empresário espanhol (m. 2007).
- 1930 — Barry Newman, ator norte-americano (m. 2023).
- 1931 — Aldemar dos Santos, futebolista brasileiro (m. 1977).
- 1933 — Ernesto Gómez Cruz, ator mexicano (m. 2024).
- 1934 — Mel Hopkins, futebolista britânico (m. 2010).
- 1936
  - Gwyneth Jones, soprano britânica.
  - Ramez Tebet, político brasileiro (m. 2006).
- 1939 — Barbara Liskov, cientista da computação norte-americana.
- 1940 — Antonio Skármeta, escritor chileno (m. 2024).
- 1941 — Angelo Scola, cardeal italiano.
- 1942
  - Tom Peters, empresário estadunidense.
  - Johnny Rivers, cantor, compositor e músico norte-americano.
  - André Vingt-Trois, cardeal francês.
  - Jean Shrimpton, ex-modelo britânica.
- 1943
  - Michael Spence, economista norte-americano.
  - Kang Bong-chil, ex-futebolista norte-coreano.
  - Vladimír Hagara, futebolista eslovaco (m. 2015).
  - Khalifa Hafter, militar e político líbio.
- 1944
  - Luigi Riva, ex-futebolista italiano (m. 2024).
  - Bob Windle, ex-nadador australiano.
- 1947
  - Ana Maria Moretzsohn, jornalista e autora de novelas brasileira.
  - Ruhakana Rugunda, médico, diplomata e político ugandês.
  - Holmes Osborne, ator norte-americano.
- 1948
  - Alex Dias Ribeiro, ex-automobilista brasileiro.
  - Gerry Lopez, ator, jornalista e surfista norte-americano.
- 1950
  - Lindsay Duncan, atriz britânica.
  - Vladislav Bogićević, ex-futebolista e treinador de futebol bósnio.

#### 1951–2000
- 1951
  - Eduardo Villas Bôas, militar brasileiro.
  - Barbara Czekalla, ex-jogadora de vôlei alemã.
- 1952
  - Geraldo Alckmin, político e médico brasileiro.
  - David Petraeus, ex-militar norte-americano.
- 1954
  - Robin Beck, cantora norte-americana.
  - Guy Gavriel Kay, escritor canadense.
  - Ilan Pappé, historiador israelense.
- 1955
  - Norbert Eder, futebolista e treinador de futebol alemão (m. 2019).
  - Joan Planellas i Barnosell, arcebispo e teólogo espanhol.
  - Ralph Johnson, cientista da computação norte-americano.
- 1956 — Jonathan Palmer, ex-automobilista britânico.
- 1957 — King Kong Bundy, lutador profissional e ator norte-americano (m. 2019).
- 1958 — Dmitry Kozak, político russo.
- 1959
  - Alexandre Guimarães, ex-futebolista e treinador de futebol brasileiro-costarriquenho.
  - Keith Lockhart, maestro norte-americano.
- 1960 — Tommy Thayer, guitarrista norte-americano.
- 1961
  - Sergey Aleynikov, ex-futebolista e treinador de futebol bielorrusso.
  - Mark Hateley, ex-futebolista britânico.
- 1962
  - Sérgio Guedes, ex-futebolista e treinador de futebol brasileiro.
  - Ricardo Ernesto Centellas Guzmán, bispo, teólogo e professor boliviano.
- 1963
  - John Barnes, ex-futebolista e treinador de futebol britânico.
  - Thaís de Campos, atriz e diretora brasileira.
- 1964
  - Dana Plato, atriz norte-americana (m. 1999).
  - Michael Papajohn, ator e ex-jogador de beisebol norte-americano.
- 1965 — Tomasz Merta, historiador e político polonês (m. 2010).
- 1967
  - Sharleen Spiteri, cantora e atriz britânica.
  - David Guetta, DJ e produtor musical francês.
  - Steve DiGiorgio, músico norte-americano.
- 1968
  - Syang, cantora brasileira.
  - Oleh Tyahnybok, político ucraniano.
- 1969
  - Michelle Clunie, atriz norte-americana.
  - Hélène Grimaud, pianista, escritora e ativista francesa.
- 1970
  - Marc Rosset, ex-tenista suíço.
  - Morgan Spurlock, documentarista, dramaturgo, roteirista e produtor de televisão norte-americano (m. 2024).
- 1971
  - Zé Afonso, ex-futebolista brasileiro.
  - Robin Finck, guitarrista norte-americano.
  - Zak Brown, empresário e ex-automobilista norte-americano.
- 1972
  - Jason London, ator e produtor cinematográfico norte-americano.
  - James Bobin, cineasta, roteirista e produtor de cinema britânico.
- 1973
  - Martín Palermo, ex-futebolista e treinador de futebol argentino.
  - Catê, futebolista e treinador de futebol brasileiro (m. 2011).
  - Kim Yoon-jin, atriz sul-coreana.
- 1974
  - Florencia Peña, atriz argentina.
  - Gustavo Díaz, ex-futebolista e treinador de futebol uruguaio.
- 1976
  - Mark Philippoussis, ex-tenista australiano.
  - Rob Caggiano, guitarrista e produtor musical norte-americano.
  - Melyssa Ford, atriz e modelo canadense.
- 1977 — Andres Oper, ex-futebolista estoniano.
- 1978
  - Rio Ferdinand, ex-futebolista britânico.
  - Mohamed Aboutrika, ex-futebolista egípcio.
  - Jan Vennegoor of Hesselink, ex-futebolista neerlandês.
  - Dudu Azevedo, ator brasileiro.
- 1980
  - Gervasio Deferr, ex-ginasta espanhol.
  - Adam Campbell, ator britânico.
- 1981 — Belutti, cantor brasileiro.
- 1982
  - Rick Malambri, ator, dançarino e modelo norte-americano.
  - Suyane Moreira, atriz e ex-modelo brasileira.
  - Raquel Strada, atriz, escritora e apresentadora portuguesa.
- 1983
  - Ibson, ex-futebolista brasileiro.
  - Adam DeVine, ator, cantor, produtor e dublador norte-americano.
- 1984
  - Jonathan Bornstein, ex-futebolista norte-americano.
  - Serey Die, ex-futebolista marfinense.
  - Dulee Johnson, ex-futebolista liberiano.
  - Amelia Vega, modelo dominicana.
- 1985 — Lucas Neff, ator norte-americano.
- 1986
  - Dmytro Chyhrynskyi, ex-futebolista ucraniano.
  - Toro y Moi, músico e produtor musical norte-americano.
  - James Ferraro, músico norte-americano.
- 1987
  - Rachele Brooke Smith, atriz e dançarina norte-americana.
  - Pablo Martínez, ator e cantor argentino.
- 1988
  - Alexandr Dolgopolov, ex-tenista ucraniano.
  - Elsa Hosk, modelo sueca.
  - Tinie Tempah, rapper e produtor musical britânico.
  - Yuki Muto, futebolista japonês.
- 1989
  - Dariya Zgoba, ginasta ucraniana.
  - Nadia Tolokonnikova, musicista, escritora e ativista russa.
- 1990
  - David de Gea, futebolista espanhol.
  - Daniel Sánchez Ayala, futebolista espanhol.
- 1991 — Felix Rosenqvist, automobilista sueco.
- 1992
  - Jürgen Damm, futebolista mexicano.
  - Clinton Mata, futebolista angolano.
  - Algee Smith, ator e cantor norte-americano.
- 1993 — Jürgen Locadia, futebolista neerlandês.
- 1994
  - Kanako Murakami, patinadora artística japonesa.
  - Racquel Sheath, ex-ciclista neozelandesa.
- 1995 — Sophia Ali, atriz norte-americana.
- 1996
  - Lorde, cantora e compositora neozelandesa.
  - André Horta, futebolista português.
  - Alex Apolinário, futebolista brasileiro (m. 2021).
- 1997 — Fabienne Wohlwend, automobilista liechtensteinense.
- 1998
  - Arijanet Muric, futebolista kosovar.
  - Lincoln Henrique Oliveira dos Santos, futebolista brasileiro.
  - Priyakanta Laishram, ator, diretor de cinema, produtor de cinema, roteirista e editor de cinema indiano.
- 1999
  - Octavio Ocaña, ator mexicano (m. 2021).
  - Oier Lazkano, ciclista espanhol.
- 2000 — Callum Hudson-Odoi, futebolista britânico.

### Século XXI
- 2001
  - Amybeth McNulty, atriz irlandesa.
  - Luva de Pedreiro, influenciador digital brasileiro.
- 2002 — Kara Eaker, ginasta norte-americana.
- 2003 — Milos Kerkez, futebolista húngaro.
- 2004 — Hossein Rahmani Manesh, ator iraniano.

## Mortes

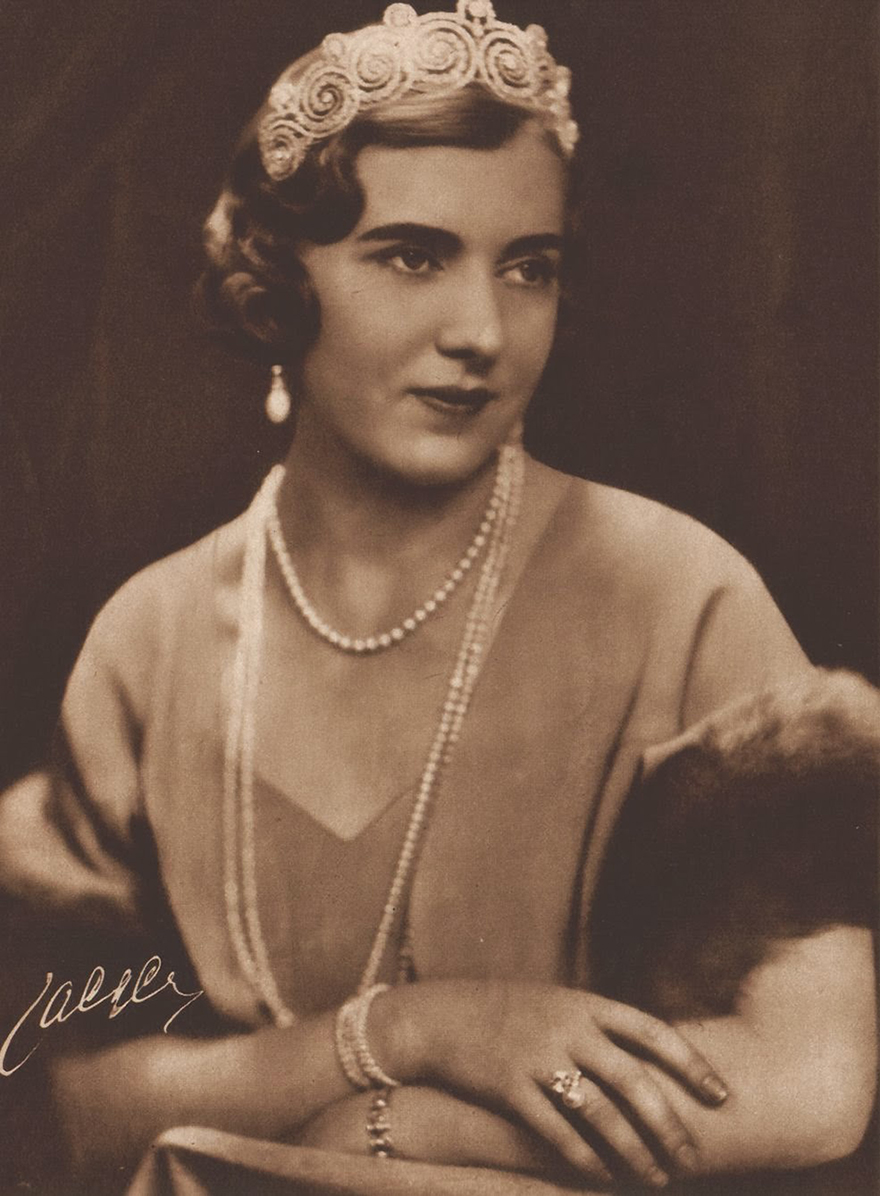
Ingrid da Suécia

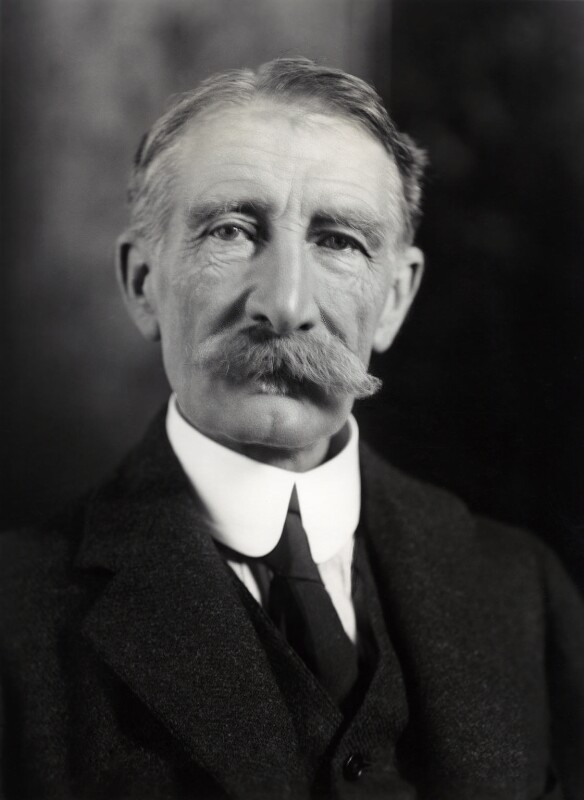
Claude Bowes-Lyon, 14.º Conde de Strathmore e Kinghorne

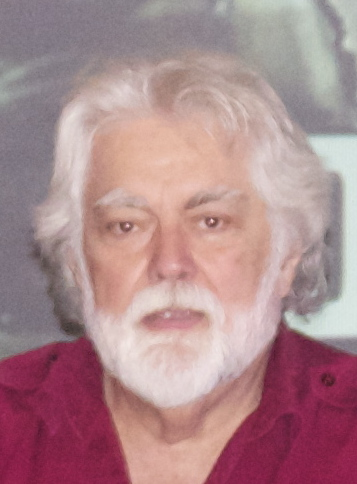
Gunnar Hansen

### Anteriores ao século XIX
- 1497 — Filipe II, Duque de Saboia (n. 1438).
- 1550 — Jón Arason, poeta e bispo islandês (n. 1484).
- 1558 — Bona Sforza, rainha consorte da Polônia (n. 1494).
- 1599 — Gaspare Tagliacozzi, cirurgião italiano (n. 1545).
- 1633 — Cornelius Drebbel, físico e inventor neerlandês (n. 1572).
- 1639 — Thomas Arundell, 1.º Barão Arundell de Wardour (n. 1560).

### Século XIX
- 1823 — Rafael de Riego, general e político espanhol (n. 1784).
- 1827 — Maria Teresa da Áustria (n. 1767).
- 1836 — John Bannister, ator e gerente de teatro britânico (n. 1760).
- 1850 — Félix Arvers, poeta e dramaturgo francês (n. 1806).
- 1862 — Badur II, imperador mogol indiano (n. 1775).
- 1872 — Alfred Clebsch, físico e matemático alemão (n. 1833).

### Século XX
- 1913 — Alfred Russel Wallace, naturalista, geógrafo e biólogo britânico (n. 1823).
- 1943 — Dwight Frye, ator norte-americano (n. 1899).
- 1944
  - Richard Sorge, espião soviético (n. 1895).
  - Claude Bowes-Lyon, 14.º Conde de Strathmore e Kinghorne, nobre britânico (n. 1855).
- 1959 — Victor McLaglen, ator britânico (n. 1886).
- 1969 — Catherine Cesnik, religiosa estadunidense (n. 1942).
- 1976 — Alexander Solomon Wiener, serólogo estado-unidense (n. 1907).
- 1980 — Steve McQueen, ator e automobilista norte-americano (n. 1930).
- 1987 — Antonio Sinibaldi, frade e missionário ítalo-brasileiro (n. 1937).
- 1990 — Lawrence Durrell, escritor britânico (n. 1912).
- 1992 — Alexander Dubček, político tchecoslovaco (n. 1921).
- 1997 — Hosana de Siqueira e Silva, presbítero brasileiro (n. 1913).
- 2000 — Ingrid da Suécia (n. 1910).

### Século XXI
- 2004 — Howard Keel, ator e cantor norte-americano (n. 1919).
- 2006 — Jean-Jacques Servan-Schreiber, ensaísta e político francês (n. 1924).
- 2008 — José Bezerra Coutinho, bispo católico brasileiro (n. 1910).
- 2009 — Anselmo Duarte, cineasta e ator brasileiro (n. 1920).
- 2010
  - Hedy Stenuf, patinadora artística austríaca (n. 1922).
  - Smaro Stefanidou, atriz grega (n. 1913).
- 2011 — Joe Frazier, pugilista norte-americano (n. 1944).
- 2012 — Carmen Basilio, pugilista norte-americano (n. 1927).
- 2013
  - Amparo Rivelles, atriz espanhola (n. 1925).
  - Manfred Rommel, jurista e político alemão (n. 1928).
- 2015
  - João Verle, economista e político brasileiro (n. 1939).
  - Pancho Guedes, arquiteto, escultor e pintor português (n. 1925).
  - Gunnar Hansen, ator islandês (n. 1947).
- 2016 — Leonard Cohen, cantor, compositor e escritor canadense (n. 1934).
- 2021 — Dean Stockwell, ator norte-americano (n. 1936).
- 2023 — Frank Borman, engenheiro aeroespacial, piloto, executivo e astronauta norte-americano (n. 1928).

## Feriados e eventos cíclicos

### Brasil
- Dia do radialista
- Feriado em Ibatiba, Espírito Santo - Aniversário do município
- Feriado em Santana do Araguaia, Pará - Aniversário do município
- Feriado em Arapoema, Tocantins - Aniversário do município
- Feriado em Bom Jesus de Goiás, Goiás - Aniversário do município
- Feriado em Caiçara, Paraíba - Aniversário do município
- Feriado em Jaru, Rondônia - Aniversário do município
- Feriado em Simões Filho, Bahia - Aniversário do município
- Feriado em Jaguapitã, Paraná - Aniversário do município
- Feriado em Alexandria, Rio Grande do Norte - Aniversário do município
- Feriado em São José de Caiana, Paraíba - Aniversário do município

### Cristianismo
- Herculano de Perúgia
- Prosdócimo de Pádua
- Vilibrordo

## Outros calendários
- No calendário romano era o 7.º dia (VII) antes dos idos de novembro.
- No calendário litúrgico tem a letra dominical C para o dia da semana.
- No calendário gregoriano a epacta do dia é xv.